# Detroit Shock 2007
La stagione 2007 delle Detroit Shock fu la 10ª nella WNBA per la franchigia.
Le Detroit Shock vinsero la Eastern Conference con un record di 24-10. Nei play-off vinsero la semifinale di conference con le New York Liberty (2-1), la finale di conference con le Indiana Fever (2-1), perdendo poi la finale WNBA con le Phoenix Mercury (3-2).

## Roster
| N° | Naz.                   | Ruolo | Sportivo         | Anno | Alt. | Peso |
| -- | ---------------------- | ----- | ---------------- | ---- | ---- | ---- |
| 3  | Stati Uniti (bandiera) | G     | Tyresa Smith     | 1985 | 178  | 70   |
| 5  | Stati Uniti (bandiera) | G     | Elaine Powell    | 1975 | 175  | 67   |
| 7  | Stati Uniti (bandiera) | G     | Shannon Johnson  | 1974 | 170  | 65   |
| 8  | Stati Uniti (bandiera) | C     | Tausha Mills     | 1976 | 191  | 105  |
| 11 | Stati Uniti (bandiera) | G     | Ivory Latta      | 1984 | 168  | 65   |
| 12 | Stati Uniti (bandiera) | A     | Ayana Walker     | 1979 | 191  | 65   |
| 13 | Stati Uniti (bandiera) | G     | Amy Sanders      | 1983 | 180  | 71   |
| 14 | Stati Uniti (bandiera) | GA    | Deanna Nolan     | 1979 | 178  | 73   |
| 23 | Stati Uniti (bandiera) | A     | Plenette Pierson | 1981 | 188  | 77   |
| 30 | Stati Uniti (bandiera) | G     | Katie Smith      | 1974 | 180  | 82   |
| 32 | Stati Uniti (bandiera) | A     | Swin Cash        | 1979 | 188  | 73   |
| 33 | Stati Uniti (bandiera) | AC    | Iciss Tillis     | 1981 | 196  | 70   |
| 35 | Stati Uniti (bandiera) | A     | Cheryl Ford      | 1981 | 191  | 87   |
| 44 | Stati Uniti (bandiera) | C     | Katie Feenstra   | 1982 | 203  | 109  |
| 45 | Stati Uniti (bandiera) | C     | Kara Braxton     | 1983 | 198  | 86   |

## Staff tecnico
- Allenatore: Bill Laimbeer
- Vice-allenatori: Rick Mahorn, Cheryl Reeve